# Phare de Djursten
Le phare de Djursten (en suédois : Djurstens fyr) est un phare situé sur l'île de Gräsö, appartenant à la commune d'Östhammar, dans le Comté d'Uppsala (Suède) 14 décembre 1978.
Le phare de Djursten est inscrit au répertoire des sites et monuments historiques par la Direction nationale du patrimoine de Suède .

## Histoire
Gräsö se situe à 3 km au nord-ouest d'Öregrund. Une station de signalisation y existait depuis 1767. C'était une tour en pierre portant un feu au charbon de bois.
L'ancien phare a été remplacé par une nouvelle tour construite en 1839. À l'origine il était équipé d'une lampe à huile et de miroirs paraboliques qui focalisaient la lumière. Dans les années 1870, une lampe à pétrole a été installée. En 1945, le phare a finalement été électrifié, puis automatisé en 1955. Il a été occupé par des gardiens jusque dans les années 1960.
Aujourd'hui, le phare possède une petite lumière moderne montée à l'extérieur de la lanterne originale du phare.

## Description
Le phare  est une grosse tour en pierre de 15 mètres de haut, avec une galerie-balcon et une lanterne octogonale noire. La tour est peinte en blanc avec une bande centrale noire. Il émet, à une hauteur focale de 20 mètres, un long éclat blanc, rouge et vert selon différents secteurs toutes les 9 secondes. Sa portée nominale, pour le feu blanc, est de 11 milles nautiques (environ 20 km).
Identifiant : ARLHS : SWE-116 ; SV-2152 - Amirauté : C6244 - NGA : 10248 .
|                        |
| La station de Djursten |

### Lien connexe
- Liste des phares de Suède